# 로만 디코
로만 디코(프랑스어: Romane Dicko, 1999년 9월 30일~)는 프랑스의 유도 선수이다. 2020년과 2024년 하계 올림픽 여자 헤비급에서 동메달을 획득했으며 혼성 단체전에서 금메달 2개를 획득했다. 또한 세계 선수권 대회에서 금메달 1개, 은메달 2개, 동메달 2개를 획득했고 유럽 선수권 대회에서 금메달 5개를 획득했다.